# Mohedas de la Jara (kommunhuvudort)
Mohedas de la Jara är en kommunhuvudort i Spanien.   Den ligger i provinsen Toledo och regionen Kastilien-La Mancha, i den centrala delen av landet, 150 km sydväst om huvudstaden Madrid. Mohedas de la Jara ligger 644 meter över havet och antalet invånare är 565.
Terrängen runt Mohedas de la Jara är platt åt nordost, men åt sydväst är den kuperad.Runt Mohedas de la Jara är det mycket glesbefolkat, med 5 invånare per kvadratkilometer. Närmaste större samhälle är Alía, 18,5 km söder om Mohedas de la Jara. Omgivningarna runt Mohedas de la Jara är huvudsakligen savann.